# Johannes-der-Täufer-Kirche (Bexhövede)

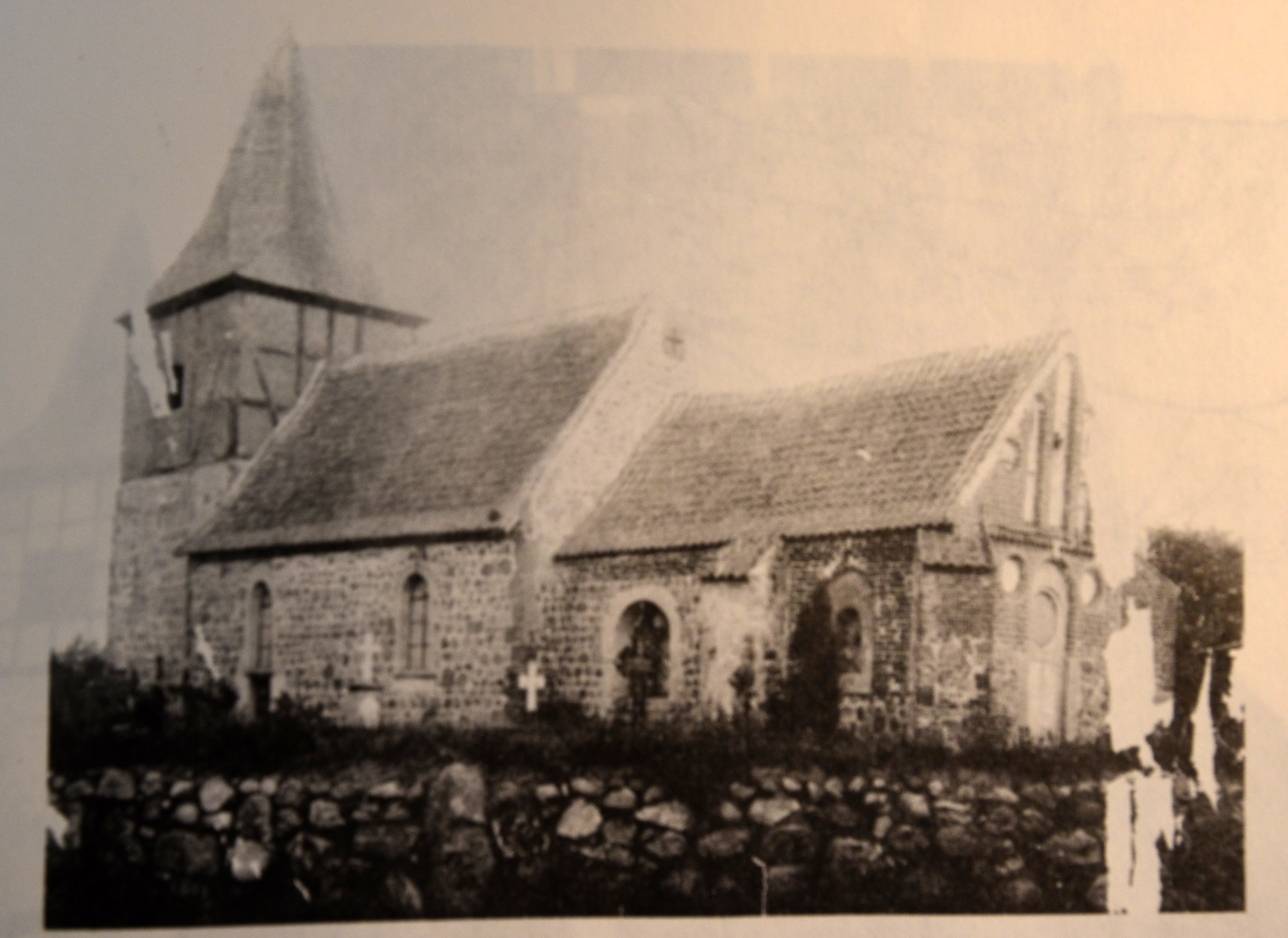
Ansicht der Kirche von 1895

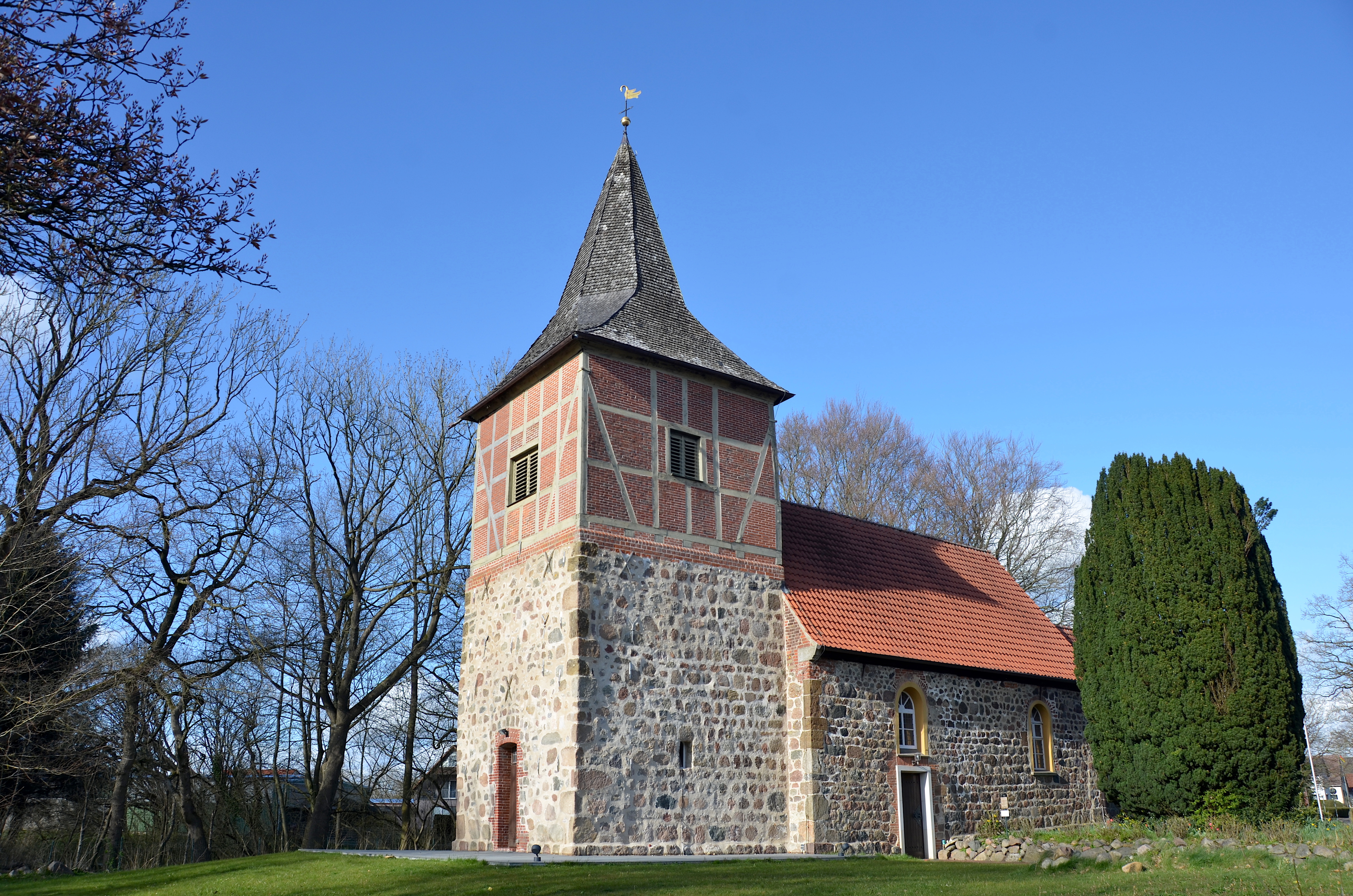
Kirche (2022)

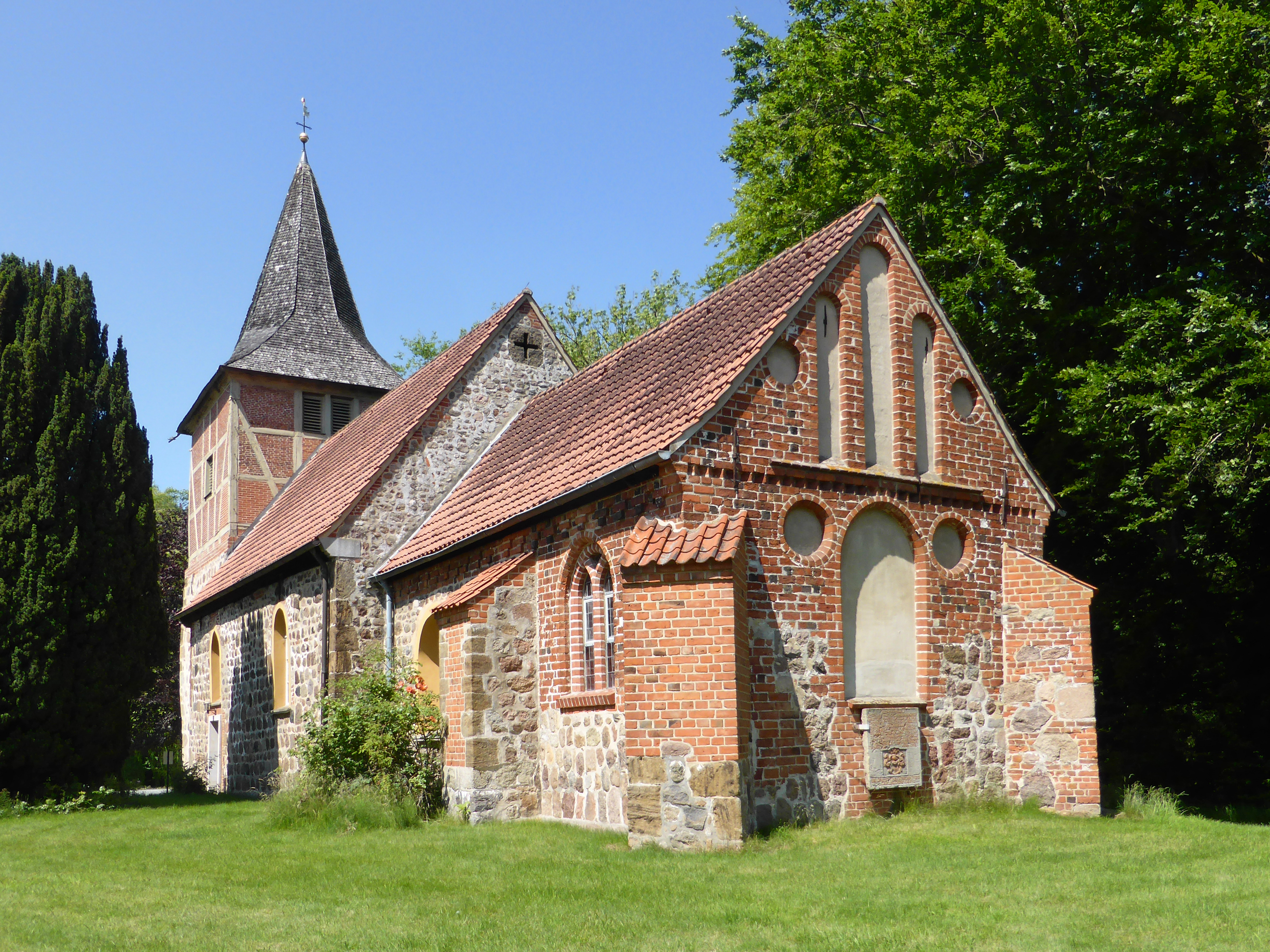
Kirche (2025)

Die evangelisch-lutherische Johannes-der-Täufer-Kirche erhebt sich in Bexhövede, einer Ortschaft der Einheitsgemeinde Loxstedt, im Landkreis Cuxhaven (Niedersachsen). Das Ensemble aus Kirchengebäude, Kirchhof und umgebender Feldsteinmauer steht unter Denkmalschutz. Die Feldsteinkirche ist einer der romanischen Kirchenbauten des Elbe-Weser-Dreiecks im Grundtypus einer Saalkirche mit eingezogenem rechteckigen Chor. Die ev.-luth. Kirchengemeinde Bexhövede gehört zum Kirchenkreis Wesermünde der Evangelisch-lutherischen Landeskirche Hannovers.
Das Gebäude steht unter Denkmalschutz (siehe auch Liste der Baudenkmale in Loxstedt).

## Geschichte und Architektur

### Stiftung
Die romanische Feldsteinkirche ist das älteste Kirchengebäude im Altkreis Wesermünde. Als Kirchengründer gelten die Herren Albertus, Ludgerus und Geldmarus von Buxhoeveden. Die Stiftung erfolgte vor 1183, Erzbischof Siegfried von Bremen († 1184) erteilte die Genehmigung zum Bau einer Kapelle, der wohl in der Zeit von 1183 bis 1184 erfolgte. Die Einweihung nahm Erzbischof Siegfried kurz vor seinem Tode vor. Erzbischof Hartwig von Bremen stellte im Jahr 1202 einen Bestätigungsbrief aus.

### Das Gebäude

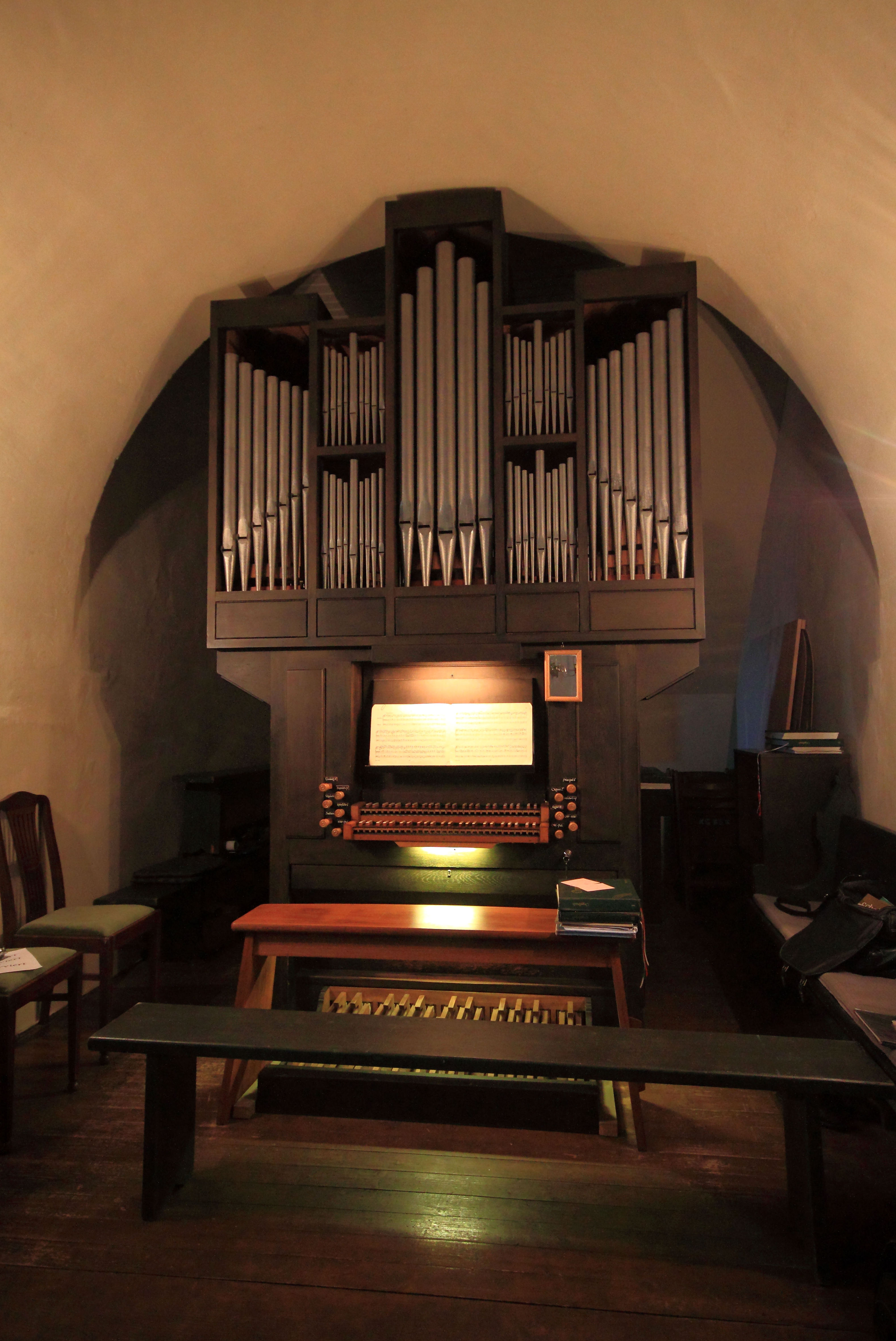
Die Orgel

In seinen ältesten Teilen ist das einschiffige Kirchengebäude vor 1184 in Feldstein aufgeführt als Eigenkirche der Brüder Gelmer, Albert und Lüder von Bexhövede, mit Kantenquadern aus Portasandstein, teilweise auch Granitsteinen. Die Hohlräume zwischen den Außen- und den Innenmauern wurden mit Bruchstücken und Mörtel verfüllt. Als Bindemittel dienten Feldspat, Lehm und Muschelkalk. Der eingezogene Rechteckchor erhielt im 15. Jahrhundert eine Erweiterung in Backstein auf Feldsteinsockel und wurde nachträglich mit Strebepfeilern versehen. Zur Zeit des Dreißigjährigen Krieges entstanden Schäden an Kirchenschiff und Turm, die ab 1669 behoben wurden. Weitere Renovierungen erfolgten 1707.
Der Turm wurde 1751 in Fachwerk erhöht. Auf eine Sanierung des Innenraumes weist eine Inschrift im Schiff hin: „Das Gotteshaus ward 1864 durch die Pietät Eugen von Bexhövede auf Oesel im Inneren wieder hergestellt.“ Zu jener Zeit stiftete die Familie von Buxhoeveden eine erste Orgel, dabei soll es sich um eine Petersburger Theaterorgel gehandelt haben.
Im Inneren die drei Joche des späten 12. Jahrhunderts mit Gratgewölben über kämpferlosen Wandpfeilern, im zweijochigen Schiff ohne Gurtbogen; zwischen Schiff und Chor ein breiter Rundbogen. Im östlichen Joch des Chores Kreuzrippengewölbe des 15. Jahrhunderts auf Konsolen.

### Deckenmalereien
Eine erste Ausmalung der Kirche nahm der Kirchenmaler Bücker aus Hannover im Jahr 1923 vor, Jonny Meyer aus Bexhövede malte die Kirche 1955 weiter aus.

Deckenmalerei in der Bexhöveder Kirche
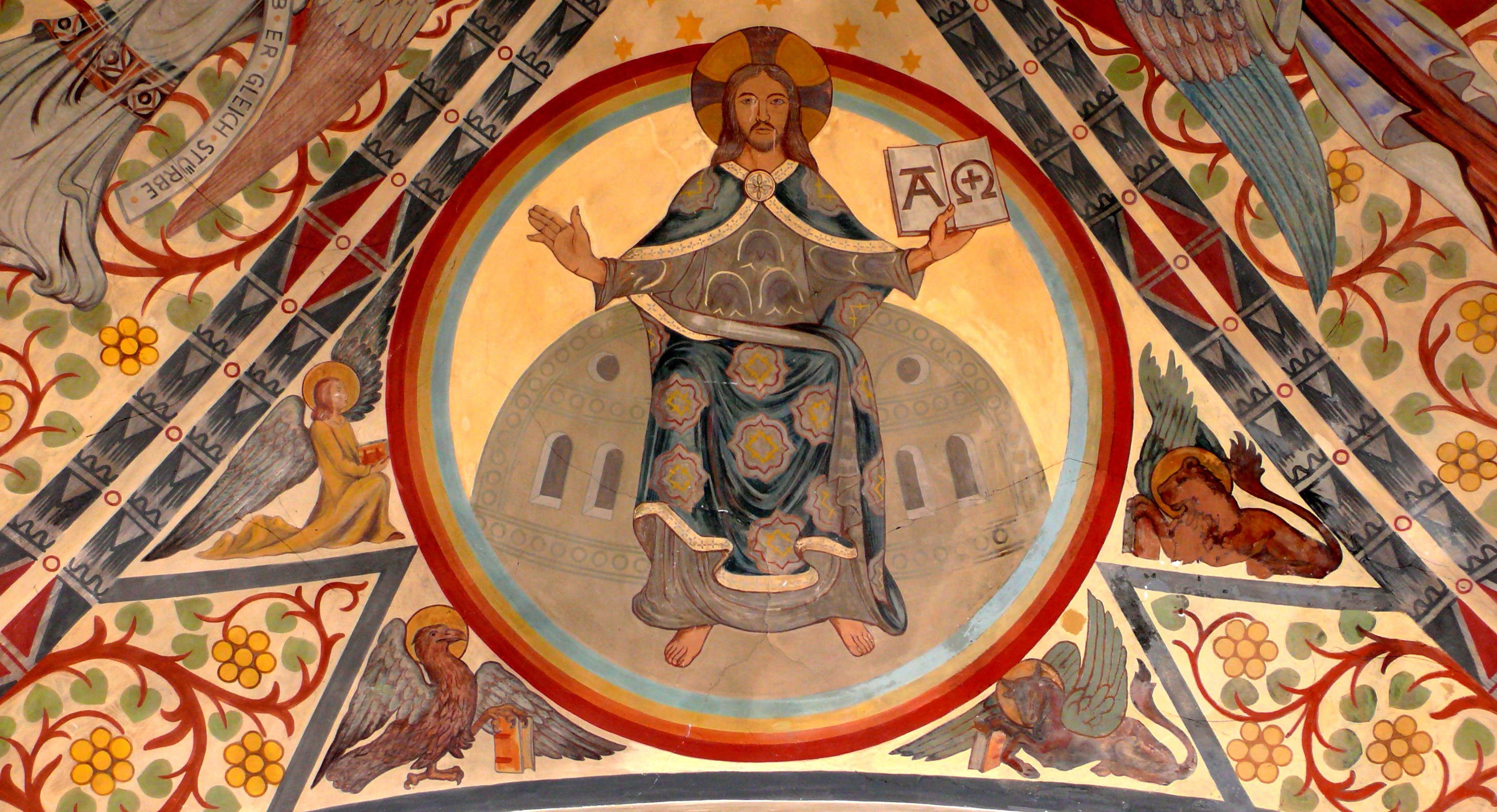
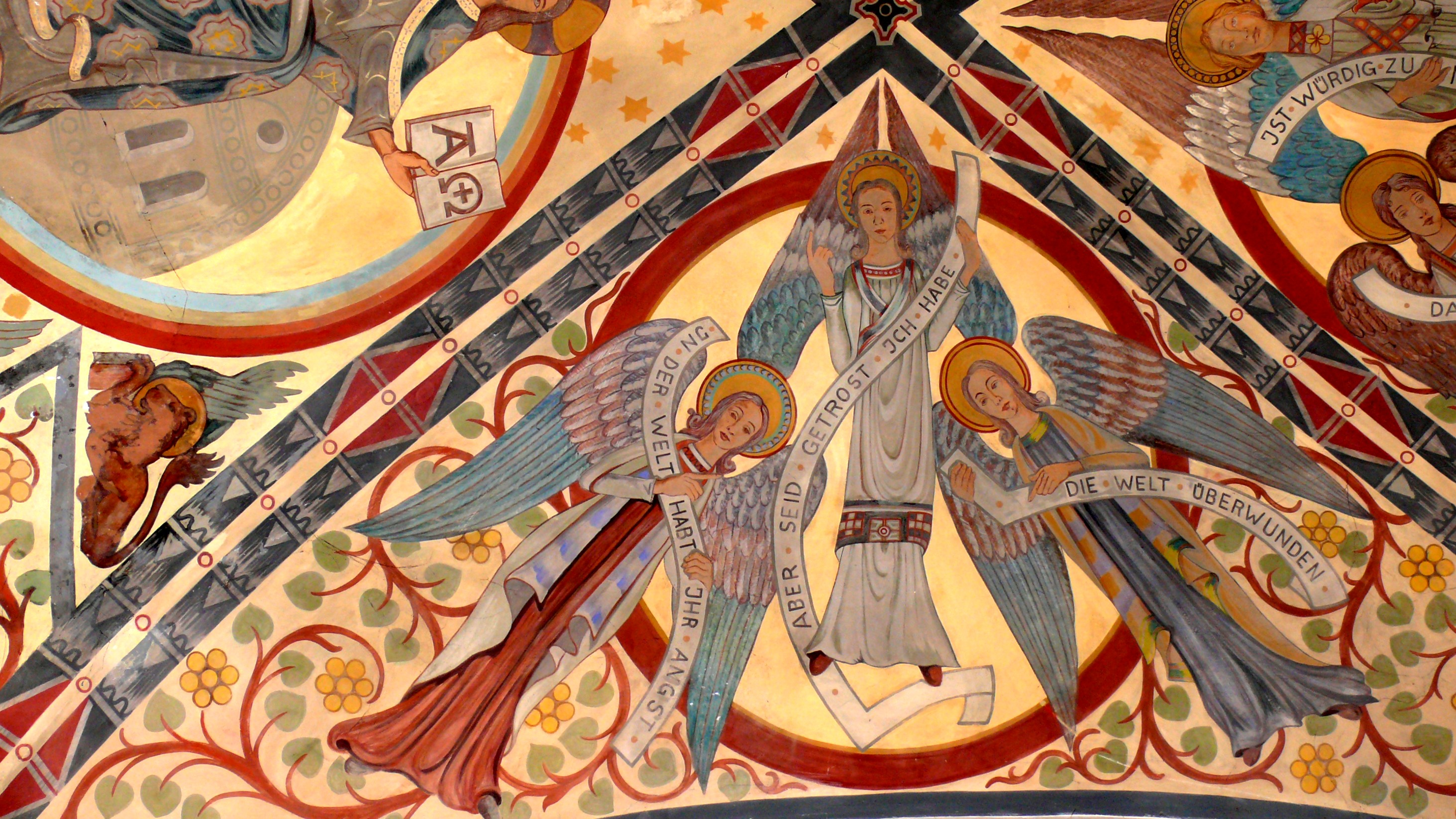
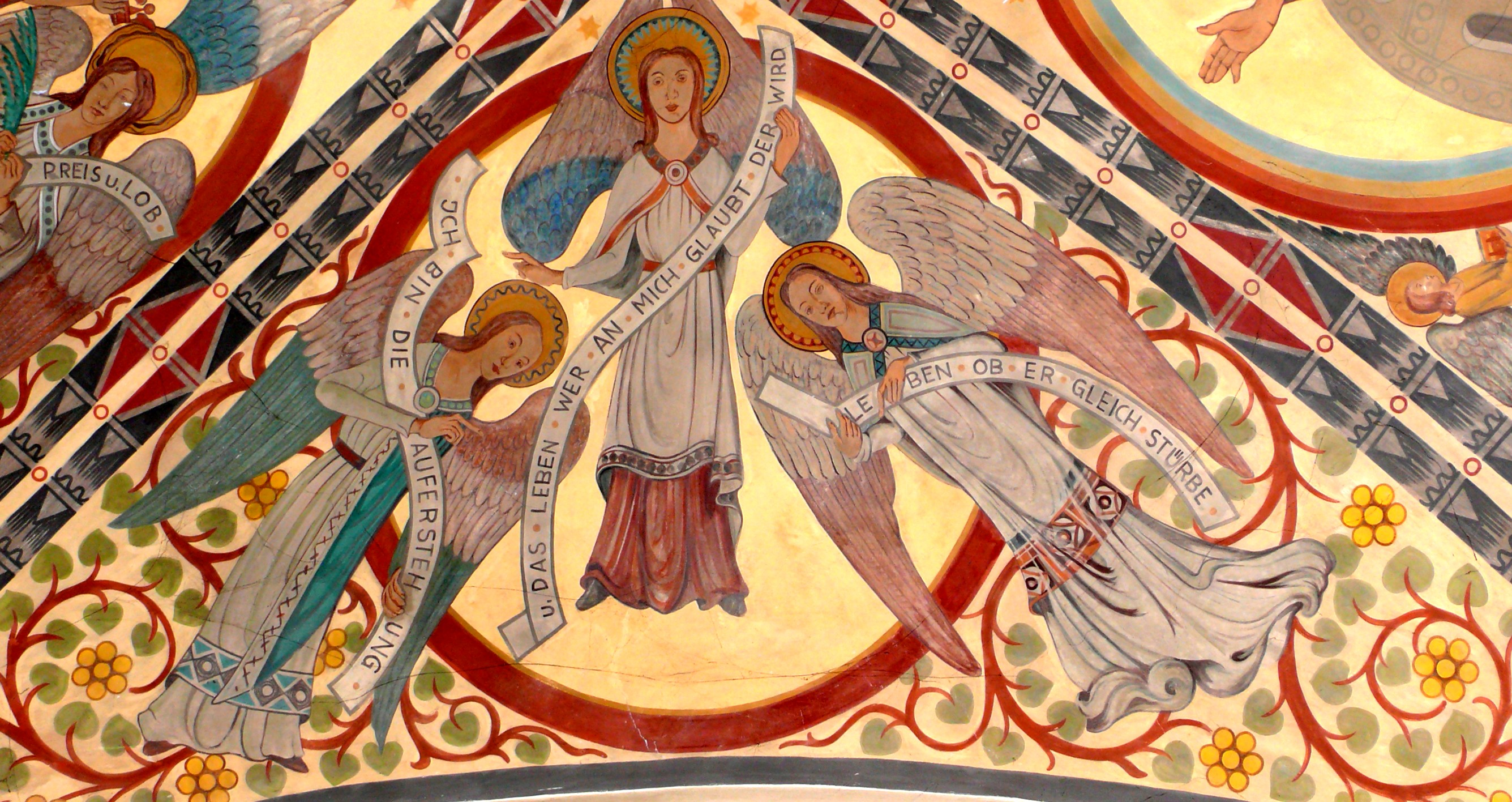
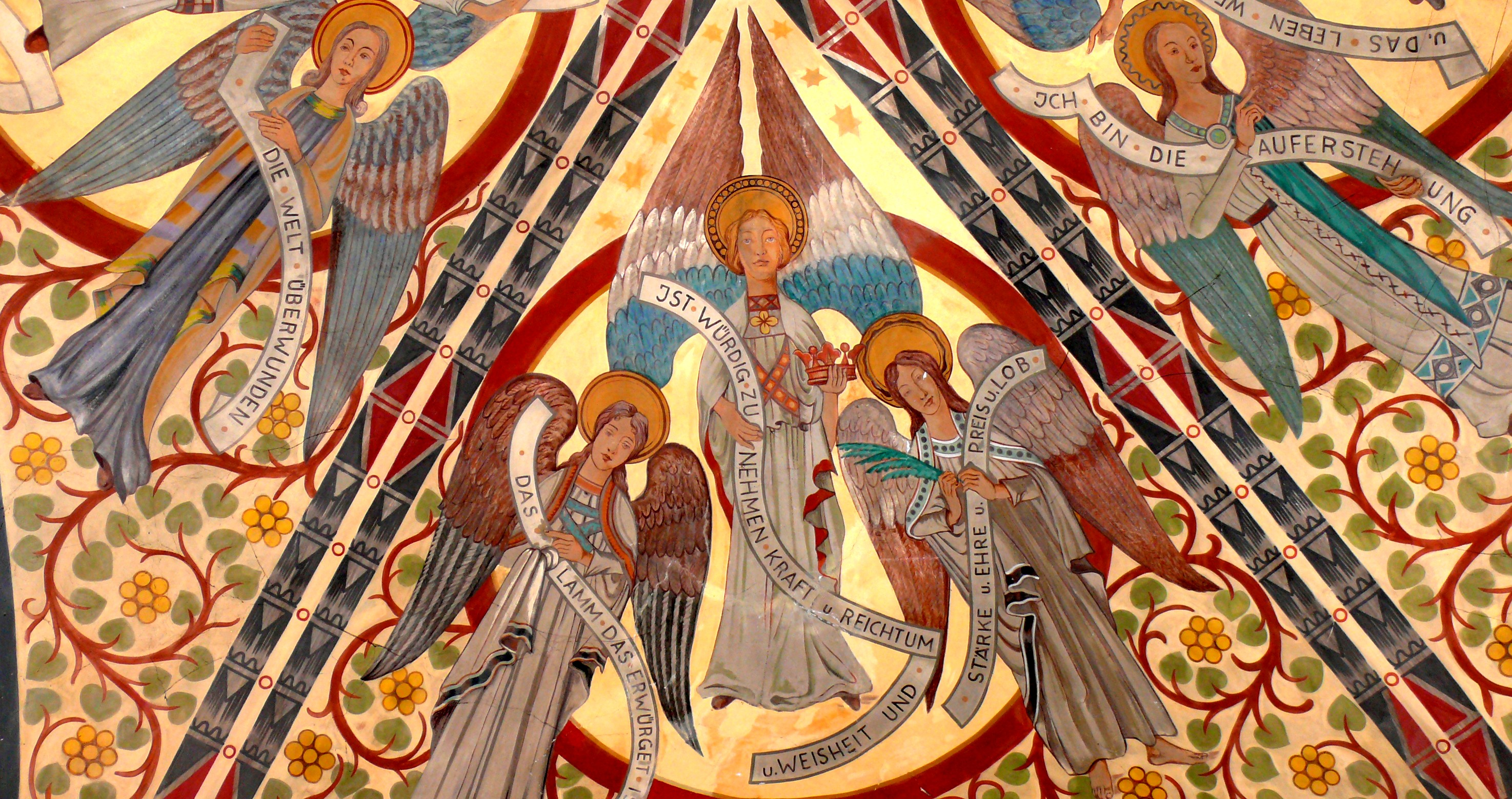